# Ronnie Barker
Ronald William George Barker, detto Ronnie (Bedford, 25 settembre 1929 – Adderbury, 3 ottobre 2005), è stato un attore e comico britannico.

## Filmografia

### Cinema
- Omicidio al green hotel (Kill or Cure), regia di George Pollock (1962)
- Non rompete i chiavistelli (The Cracksman), regia di Peter Graham Scott (1963)
- A Home of Your Own, regia di Jay Lewis (1964)
- Father Come Too!, regia di Peter Graham Scott (1964)
- The Bargee, regia di Duncan Wood (1964)
- Runaway Railway, regia di Jan Darnley-Smith (1966)
- L'uomo che viene da lontano (The Man Outside), regia di Samuel Gallu (1967)
- A Ghost of a Chance, regia di Jan Darnley-Smith (1968)
- Futtocks End, regia di Bob Kellett (1970)
- The Magnificient Seven Deadly Sins, regia di Graham Stark (1971)
- Robin e Marian (Robin and Marian), regia di Richard Lester (1976)
- Porridge, regia di Dick Clement (1979)
- The Nearly Complete and Utter History of Everything, registi vari (2000)
- Life Beyond the Box: Norman Stanley Fletcher, regia di Kim Flitcroft (2003)

### Televisione
Lista parziale
- The Seven Faces of Jim (1961)
- More Faces of Jim (1963)
- How to Be an Alien (1964)
- Bold as Brass (1964)
- A Tale of Two Cities (1965)
- Gaslight Theatre (1965)
- The Frost Report (1966-1967)
- The Ronnie Parker Playhouse (1968)
- Frost of Sunday (1968-1970)
- Hark at Barker (1969-1970)
- Six Dates with Barker (1971)
- His Lordship Entertains (1972)
- 7 of 1 (1973)
- Open All Hours (1973-1985)
- Porridge (1974-1977)
- Going Straight (1978)
- The Magnificent Evans (1984)
- Clarence (1988)
- Guerra imminente (The Gathering Storm), regia di Richard Loncraine (2002)
- La mia casa in Umbria (My House in Umbria), regia di Richard Loncraine (2003)
- The Two Ronnies Sketchbook (2005)

## Premi
- Premi BAFTA 1972 - Best Light Entertainment Performance
- Premi BAFTA 1976 - Best Light Entertainment Performance
- Premi BAFTA 1978 - Best Light Entertainment Performance
- Premi BAFTA 1979 - Best Light Entertainment Performance
- British Comedy Awards 1990
- British Comedy Awards 1999